# Amphiglossus astrolabi
Amphiglossus astrolabi is een hagedis uit de familie van skinken (Scincidae), die endemisch voorkomt op Madagaskar, in de provincies Fianarantsoa en Toamasina.